# Arrhenophaninae
Arrhenophaninae (лат.) — подсемейство молеподобных тропических бабочек из семейства мешочниц (Psychidae). До 2011 года рассматривалось как семейство Arrhenophanidae в надсемействе Tineoidea. Около 30 видов.

## Распространение
Встречаются в тропических лесах Юго-восточной Азии (Palaeophanes, 4 вида), Австралии (Notiophanes fuscata) и в Центральной и Южной Америке (кроме островов Вест-Индии; Arrhenophanes, Cnissostages, Dysoptus, 21 вид).

## Описание
Мелкие молевидные бабочки, длина передних крыльев составляет 4—33 мм. Глаза крупные, занимают всю боковую поверхность головы; оцеллий нет. Длина усиков составляет 0,3—0,6 от длины передних крыльев, они состоят из 30—61 члеников. Усики самок нитевидные, а у самцов — перистые. Личинки известны только для нескольких южноамериканских видов, которые развиваются внутри трутовых грибов (Polyporus, Полипоровые), разрушающих древесину. Гусеницы имеют длину до 30 мм, беловатые с жёлто-коричневой головой.

## Классификация
5 родов и около 26 видов:
- Arrhenophanes Walsingham, 1913 — Центральная и Южная Америка
  - Arrhenophanes inca Meyrick, 1913
  - Arrhenophanes perspecillata  (Stoll, 1790)
  - Arrhenophanes volcanica  (Walsingham, 1912)
- Cnissostages Zeller, 1863 — Центральная и Южная Америка
  - Cnissostages mastictor Bradley, 1951
  - Cnissostages oleagina Zeller, 1863
  - Cnissostages osae Davis, 2003
- Dysoptus Walsingham, 1914 — Центральная и Южная Америка
  - Dysoptus acuminatus Davis, 2003
  - Dysoptus argus Davis, 2003
  - Dysoptus asymmetrus Davis, 2003
  - Dysoptus avittus Davis, 2003
  - Dysoptus bilobus Davis, 2003
  - Dysoptus chiquitus (Buschk, 1914)
  - Dysoptus denticulatus Davis, 2003
  - Dysoptus fasciatus Davis, 2003
  - Dysoptus pentalobus Davis, 2003
  - Dysoptus probata Walsingham, 1914
  - Dysoptus prolatus Davis, 2003
  - Dysoptus pseudargus Davis, 2003
  - Dysoptus sparsimaculatus Davis, 2003
  - Dysoptus spilacris Davis, 2003
  - Dysoptus tantalota Meyrick, 1919
- Notiophanes Davis & Edwards, 2003
  - Notiophanes fuscata Davis & Edwards, 2003 — Австралия
- Palaeophanes Davis, 2003 — Юго-восточная Азия
  - Palaeophanes brevispina  Davis, 2003
  - Palaeophanes lativalva  Davis, 2003
  - Palaeophanes taiwanensis  Davis, 2003
  - Palaeophanes xoutha  Davis, 2003

Род Parameristis, включающий единственный вид Parameristis eremaea Meyrick, 1919, в настоящее время рассматривается в составе рода Lamyristis из семейства Psychidae.